# Willow (film)
Pour les articles homonymes, voir Willow.
Pour plus de détails, voir Fiche technique et Distribution.
Willow est un film américain réalisé par Ron Howard et sorti en 1988. Le film est produit par George Lucas et écrit par Bob Dolman (en) d'après une histoire de Lucas. Il raconte l'histoire d'un magicien amateur (Warwick Davis) qui fait équipe avec un guerrier (Val Kilmer) pour protéger un jeune bébé future princesse d'une reine tyrannique (Jean Marsh).
Lucas conçoit l'idée du film en 1972, approchant Howard pour le réaliser pendant la phase de postproduction de Cocoon en 1985. Bob Dolman est engagé pour écrire le scénario, proposant sept versions que Lucas révise activement. Le scénario final est terminé à la fin de l'année 1986. Le film est coproduit par la Metro-Goldwyn-Mayer et le tournage débute en avril 1987 pour se terminer en octobre. La majorité du tournage a lieu dans la carrière de Dinorwic (en) au pays de Galles avec une partie aux studios d'Elstree (en) en Angleterre, ainsi qu'une petite partie en Nouvelle-Zélande. Industrial Light & Magic a créé les effets spéciaux, qui ont permis une avancée décisive dans la technologie de la morphose.
Le film sort en 1988 et reçoit des critiques mitigées, saluant les effets visuels et l'écriture des personnages, mais blâmant sa mise en scène et son intrigue. Il rapporte 137,6 millions $ de recettes dans le monde pour un budget de 35 millions $. Bien qu'il ne s'agisse pas du succès escompté, le film génère des bénéfices grâce au box-office international, à la sortie en vidéo et aux diffusions à la télévision. Il est nommé aux Oscars dans deux catégories. Une trilogie littéraire nommée Les Chroniques de la Terre d'Ombre faisant office de suite au film est publiée entre 1995 et 2000. Une série télévisée également intitulée Willow propose une suite alternative  en ignorant les évènements des livres et est sortie sur Disney+ en 2022.

## Synopsis
Une prophétie annonce qu'une princesse verra le jour, qui mettra fin au règne tyrannique de Bavmorda, la reine maléfique des Daïkinis (les humains). Apprenant la naissance imminente d'Élora, l'élue, Bavmorda s'empresse de donner l'ordre à ses guerriers de regrouper toutes les femmes enceintes du royaume pour empêcher l'accomplissement de la prophétie. L'enfant naît dans les donjons du château de Nockmaar (résidence de Bavmorda) mais sa nourrice réussit à s'échapper avec lui et l'abandonne au fleuve juste avant d'être rattrapée et tuée par les énormes chiens de Bavmorda, qui lance sa fille Sorsha et son général et commandant de son armée Kael à la recherche de l'enfant. Le bébé est recueilli par Willow Ufgood, un fermier (et magicien amateur) Nelwyn (espèce humanoïde de petite taille). La présence du bébé mettant en danger tout le village des Nelwyns, Willow ,ainsi que quelques volontaires,est chargé de ramener l'enfant au pays des Daïkinis pour le confier au premier Daïkini qu'il rencontrera. Il s'avère que c'est le mercenaire Madmartigan, qui est enfermé dans une cage. Abandonné par son groupe à l'exemption de son meilleur ami, et réticent à confier le bébé à cet individu qui paraît fort peu recommandable, Willow finit par céder mais Madmartigan se le fait voler peu après par des Brownies. Willow le retrouve et rencontre la fée Cherlindrea, qui lui révèle le destin d'Élora, le chargeant d'être son protecteur jusqu'à ce qu'il la confie à la magicienne Fin Raziel.
Apres avoir renvoyé son meilleur ami à leur village, Willow part à la recherche de Fin Raziel accompagné des Brownies Franjean et Rool, et croise à nouveau le chemin de Madmartigan, qui les aide à échapper à Sorsha. Son opinion sur Madmartigan change, reconnaissant que, sans lui, il n'aurait pas pu s'en sortir. Ils finissent par trouver Fin Raziel mais la magicienne a été transformée en phalanger par Bavmorda. Sorsha capture le petit groupe peu après, mais ils parviennent à s'échapper, non sans que Madmartigan n'inhale un élixir qui le fait tomber amoureux de Sorsha, alors que Willow tente vainement de faire reprendre sa véritable forme à Fin Raziel. Poursuivis par Sorsha et ses hommes mais avec l'aide d'Airk Thaughbauer, ancien compagnon d'armes de Madmartigan, et de ses hommes, ils arrivent au château de Tir Asleen, dont toute la population a été congelée par magie. Madmartigan défend vaillamment le château, mais le général Kael s'empare d'Élora, tandis que Sorsha réalise qu'elle est amoureuse de Madmartigan et change de camp.
Willow, Madmartigan, Sorsha et la petite armée d'Airk décident en désespoir de cause de prendre d'assaut le château de Nockmaar mais celle-ci les transforme tous en porcs, sauf Willow qui se protège du maléfice grâce à Fin Raziel. Il réussit peu après à rendre sa forme humaine à la magicienne et Raziel met alors fin au sortilège de Bavmorda. Grâce à un stratagème imaginé par Willow, la petite armée réussit à rentrer dans le château et livre bataille à Kael et ses troupes. Kael tue Airk avant d'être à son tour tué par Madmartigan au terme d'un combat sanglant. Raziel est vaincue par Bavmorda dans un duel de sorcellerie, mais Willow parvient grâce à un tour de passe-passe à arrêter le rituel maléfique de la reine destiné à annihiler l'essence d'Élora, et Bavmorda en est elle-même victime. Après la victoire, Willow confie Élora à Madmartigan et Sorsha, et retourne dans son village avec un livre de sorts que lui donne Fin Raziel pour développer son potentiel de magicien.

## Fiche technique
- Titre : Willow
- Réalisation : Ron Howard
- Scénario : Bob Dolman, d'après une histoire de George Lucas
- Musique : James Horner
- Décors : Allan Cameron
- Costumes : Barbara Lane
- Photographie : Adrian Biddle et Paul Beeson (seconde équipe)
- Montage : Daniel P. Hanley, Mike Hill et Richard Hiscott
- Production : Nigel Wooll, Joe Johnston et George Lucas
- Sociétés de production : Lucas film Ltd., Imagine Entertainment et Metro-Goldwyn-Mayer
- Sociétés de distribution : Metro-Goldwyn-Mayer (États-Unis) ; United International Pictures (France)
- Budget : 35 000 000 $[2]
- Pays de production :  États-Unis
- Langue originale : anglais
- Format : couleurs - 2,35:1 - Dolby Surround - 35 mm
- Genre : fantasy
- Durée : 126 minutes
- Dates de sortie : 
  - États-Unis : 20 mai 1988
  - France : 14 décembre 1988

## Distribution
- Warwick Davis (VF : Christian Bénard) : Willow Ufgood
- Val Kilmer (VF : Richard Darbois) : Madmartigan
- Joanne Whalley (VF : Micky Sébastian) : Sorsha
- Jean Marsh (VF : Nadine Alari) : la reine Bavmorda
- Patricia Hayes (VF : Lita Recio) : Fin Raziel
- Billy Barty (VF : Yves Barsacq) : le grand Aldwin
- Pat Roach (VF : Marc De Georgi) : le général Kael
- Kevin Pollak (VF : Vincent Violette) : Rool (Raoul en VF)
- Rick Overton (VF : Jacques Frantz) : Franjean
- Gavan O'Herlihy : Airk Thaughbaer
- David Steinberg (VF : Serge Faliu) : Meegosh
- Phil Fondacaro (VF : Gilbert Levy) : Vohnkar
- Tony Cox : un des guerriers de Vohnkar
- Julie Peters (VF : Véronique Alycia) : Kiaya (prononcé Kaia en VF) Ufgood
- Mark Northover (VF : Michel Modo) : Burglekutt
- Maria Holvoe (VF : Martine Irzenski) : Cherlindrea
- Kenny Baker : un membre du groupe de Nelwyn (caméo)

## Production

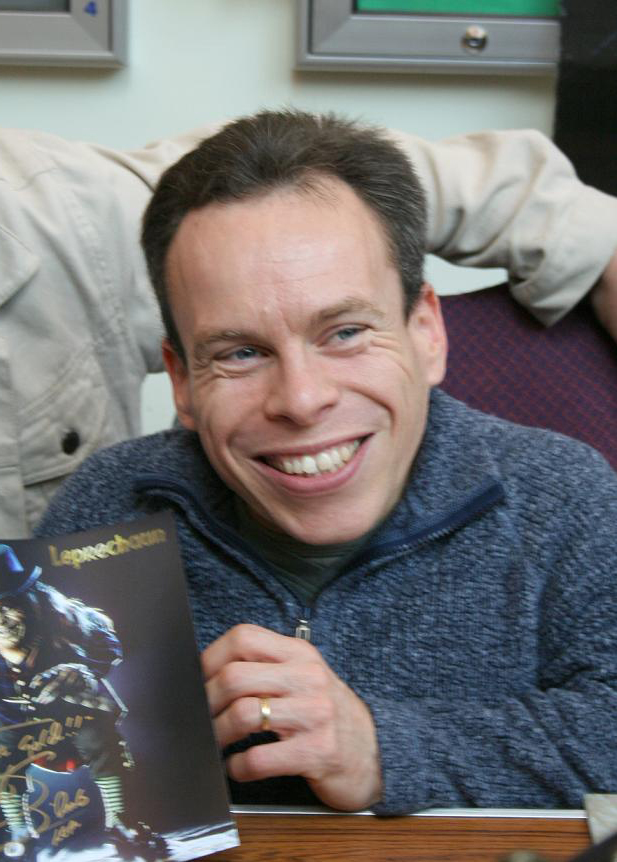
Warwick Davis, 2006.

### Développement du projet
George Lucas imagine l'idée de base de Willow (dont le titre de travail est alors Munchkins) en 1972 et cette idée lui tient autant à cœur que celle de Star Wars. Il doit cependant attendre le milieu des années 1980 et la fin de sa trilogie pour s'y consacrer, profitant des progrès en matière d'effets spéciaux pour concrétiser sa vision. En 1982, durant le tournage du Retour du Jedi, Lucas propose à Warwick Davis, qui joue le rôle de l'Ewok Wicket, d'interpréter le personnage de Willow Ufgood. Lucas estime approprié qu'une personne de petite taille ait le rôle principal car beaucoup de ses films traitent d'individus luttant contre le système et « c'est une interprétation plus littérale de cette idée » estime-t-il. Dans le même temps, le réalisateur Ron Howard, jusqu'ici habitué aux comédies, ressent le besoin de s'immerger dans une histoire féerique afin d'élargir sa palette de cinéaste. Il est approché par Lucas pendant la postproduction de Cocoon. Les deux hommes se connaissent depuis qu'Howard a joué dans American Graffiti, et Lucas pense qu'il peut avoir avec Howard une relation similaire à celle qu'il entretient avec Steven Spielberg. Bob Dolman, qui a travaillé avec Howard sur un pilote de série télévisée et dont Lucas a apprécié le travail sur le sitcom WKRP in Cincinnati, est chargé d'écrire le scénario adapté de l'histoire de Lucas.
Lucas, Howard et Dolman se rencontrent au Skywalker Ranch pour une série de longues discussions sur l'histoire, et Dolman écrit sept versions successives du scénario entre le printemps et l'automne 1986. Lucas nomme le général Kael d'après la critique Pauline Kael, et le dragon à deux têtes Eborsisk d'après Roger Ebert et Gene Siskel. La préproduction du film commence peu après mais plusieurs majors déclinent la proposition qui leur est faite de le coproduire avec Lucasfilm Ltd. car elles estiment, à la suite des échecs successifs de films tels que Krull, Legend et Labyrinthe, que la fantasy est un genre trop risqué. Lucas réussit néanmoins à faire assurer la distribution du film par Metro-Goldwyn-Mayer car son dirigeant, Alan Ladd Jr., connaît Lucas depuis le milieu des années 1970 quand il lui avait donné le feu vert pour réaliser Star Wars. La MGM connaît alors des difficultés financières mais Ladd avance la moitié des 35 000 000 $ du budget de Willow en échange des droits cinématographiques et télévisés, laissant à Lucasfilm ceux du marché vidéo et des chaînes à péage.

### Tournage
Le tournage se déroule du 27 avril jusqu'au mois d'octobre 1987. Les intérieurs sont filmés aux studios d'Elstree, dans le Hertfordshire, et les extérieurs au pays de Galles, dans le Gwynedd (château de Nockmaar), en Nouvelle-Zélande, à Queenstown (scènes de lac et montagnes) et dans le parc national de Tongariro (Tir Asleen), et à Welwyn Garden City (la vallée des Nelwyn). Quelques extérieurs sont également filmés aux alentours du Skywalker Ranch et à Burney Falls, près du mont Shasta, alors que le gouvernement Chinois refuse de donner l'autorisation de tourner quelques scènes dans le sud de la Chine. À la faveur du tournage, Val Kilmer et Joanne Whalley tombent amoureux et se marient peu après, et Warwick Davis rencontre lui aussi sa future épouse parmi les figurants des villageois Nelwyn.

### Effets spéciaux
Industrial Light & Magic, compagnie dirigée par Lucas, crée les effets spéciaux du film. La scène qui leur demande le plus de travail est celle où Willow tente de rendre sa forme humaine à Fin Raziel et où elle passe successivement de la forme d'une chèvre à celles d'une autruche, d'une tortue et d'un tigre avant de prendre enfin sa véritable forme. Dennis Muren, responsable des effets spéciaux du film, envisage d'abord d'utiliser l'animation en volume, avant de décider que cette scène constitue l'opportunité parfaite de perfectionner la technologie du morphing. Les animaux et la doublure de l'actrice sont filmés, puis les images sont transférées dans un programme informatique, développé par Doug Smythe de septembre 1987 à mars 1988, créant des transitions fluides d'une étape à l'autre. Le résultat impressionnant représente une avancée majeure dans le domaine de l'infographie.

## Bande originale
La bande originale du film est composée par James Horner et jouée par l'orchestre symphonique de Londres.
Willow's Theme est ostensiblement similaire à l'ouverture du premier mouvement de la symphonie no 3 en mi bémol majeur de Robert Schumann. Introduit dans Escape from the Tavern, le thème est orchestré dans un style musical évoquant celui des compositions de Erich Wolfgang Korngold pour les scènes d'action des films de cape et d'épée des années 1940. Le thème joué à la flute dans Elora Danan est emprunté à Mir Stanke le (Chant de moisson thrace), popularisé par le chœur Le Mystère des voix bulgares.

## Accueil

### Box-office
Le film est présenté hors compétition au festival de Cannes 1988. Il sort aux États-Unis le 20 mai 1988 dans 1 209 salles et rapporte 8 300 169 $ pour son week-end d'ouverture. Il rapporte finalement 57 269 863 $ en Amérique du Nord, un score honorable mais qui n'est pas à la hauteur des attentes de George Lucas, qui espérait que le film rencontre un succès comparable à celui d'E.T. l'extra-terrestre. En France, il réalise 2 176 569 entrées et les bénéfices dégagés à l'étranger et sur le marché vidéo sont assez importants.

### Accueil critique
Le film a reçu un accueil critique assez mitigé, recueillant 48 % de critiques favorables, avec un score moyen de 5,6⁄10 et sur la base de 29 critiques collectées, sur le site Rotten Tomatoes.

## Distinctions
Le film remporte le Saturn Award des meilleurs costumes en 1990 et est également nommé lors de la même cérémonie dans les catégories du meilleur film fantastique, des meilleurs effets spéciaux, de la meilleure actrice dans un second rôle (pour Jean Marsh) et du meilleur jeune acteur (pour Warwick Davis). Le film est par ailleurs nommé pour l'Oscar du meilleur montage sonore et celui des meilleurs effets visuels lors de la 61e cérémonie des Oscars, ainsi que pour le prix Hugo du meilleur film en 1989.

## Produits dérivés
Trois jeux vidéo ont été tirés du film. Un jeu d'action édité par Mindscape sort en 1988 sur Amiga, Atari ST, Commodore 64 et PC, alors que Capcom édite en 1989 deux jeux inspirés du film : un jeu de plates-formes pour jeu d'arcade et un jeu vidéo de rôle sur NES. UN jeu de société pour 2 à 6 joueurs créé par Greg Costikyan et publié par Tor Books est également sorti en 1988.
Marvel Comics a adapté le film en série de comics.

## Suite littéraire
George Lucas est séduit par l’idée de Chris Claremont d’offrir une suite à Willow sous forme de romans. Ils décident alors d’en faire une trilogie plus sombre que le film - qui s’adressait à un public familial – où Lucas pourrait développer un thème qui lui est cher : le héros en prise avec ses doutes et sa part sombre. Une trilogie de romans a été publiée entre 1995 et 2000 sous le nom des Chronicles of the Shadow War. Ce cycle se déroule douze ans après les évènements dépeints dans Willow et a Élora Danan comme personnage principal. Quinze ans plus tard, les éditions Soleil annoncent la parution française de la trilogie sous le titre Les Chroniques de la Terre d’Ombre, avec le premier volet, Willow, Lune d'ombre, paru en septembre 2011, le deuxième volet, Willow, Crépuscule d'ombre, en juin 2012, et le troisième volet, Willow, Étoile d'ombre, en septembre 2013.

## Suite télévisuelle
En 2019, l'idée d'une suite sous forme de série télévisée pour Disney+ est évoquée. En juillet 2020, Ron Howard révèle que le projet n'est pas encore validé mais que des repérages pour le tournage sont en cours et que les scénarios sont en développement avec Lawrence Kasdan. Le 10 décembre 2020, Lucasfilm annonce que la série Willow verra bien le jour sur Disney+ en 2022.